# Santa Luzia do Paruá
Santa Luzia do Paruá is een gemeente in de Braziliaanse deelstaat Maranhão. De gemeente telt 20.190 inwoners (schatting 2009).